# Чемпионат СССР по лёгкой атлетике 1939
Чемпионат СССР по лёгкой атлетике 1939 года прошёл 24-30 августа в Харькове на стадионе «Динамо». Соревнования по марафону проводились в Москве 19 сентября.

## Медалисты

### Мужчины
| Вид                           | 1 место                                                       | Результат | 2 место                       | Результат | 3 место                                         | Результат     |
| ----------------------------- | ------------------------------------------------------------- | --------- | ----------------------------- | --------- | ----------------------------------------------- | ------------- |
| Бег на 100 м                  | Роберт Люлько (Ленинград)                                     | 11,0      | П. Абрамов (Москва)           | 11,2      | Г. Логинов (Воронеж)                            | 11,2          |
| Бег на 200 м                  | Роберт Люлько (Ленинград)                                     | 21,9      | П. Абрамов (Москва)           | 22,1      | Иван Анисимов (Харьков)                         | 22,3          |
| Бег на 400 м                  | В. Соколов (Ленинград)                                        | 50,3      | И. Матвеев (Киев)             | 51,3      |                                                 |               |
| Бег на 800 м                  | Александр Пугачёвский (Москва)                                | 1.56,7    | Алексей Максимов (Москва)     | 1.56,9    | В. Шелудяков (Москва)                           | 1.57,6        |
| Бег на 1500 м                 | Александр Пугачёвский (Москва)                                | 3.59,0    | И. Соколов (Новосибирск)      | 4.00,6    | Станислав Пржевальский (Москва)                 | 4.02,4        |
| Бег на 5000 м                 | Георгий Знаменский (Москва)                                   | 14.51,8   | Серафим Знаменский (Москва)   | 15.00,2   | Моисей Иванькович (Москва)                      | 15.05,2       |
| Бег на 10000 м                | Георгий Знаменский (Москва)                                   | 31.05,8   | Серафим Знаменский (Москва)   | 31.11,6   | Григорий Ермолаев (Москва)                      | 31.14,0       |
| Эстафета 4х100 м              | РККА (Н. Богодуховский, Яблоновский, А. Дёмин, О. Крюковский) | 43,1      | «Зенит»                       | 43,5      |                                                 |               |
| Марафон                       | Иван Чебуркин (Москва)                                        | 2:41.57,0 | Н. Копылов (Москва)           | 2:42.03,0 | Н. Голованов (Москва)                           | 2:42.38,0     |
| Бег на 110 м с барьерами      | Иван Степанчонок (Москва)                                     | 15,2      | Н. Сущинский (Киев)           | 15,5      | И. Соловейкин (Киев)                            | 15,5          |
| Бег на 400 м с барьерами      | Н. Митянин (Махачкала)                                        | 56,0      | Г. Маючий (Москва)            | 56,4      | С. Илюшин (Москва)                              | 57,8          |
| Бег на 3000 м с препятствиями | П. Савельев (Киев)                                            | 9.27,4    | П. Зверев (Москва)            | 9.28,8    | Н. Мудрик (Москва) 4 Григорий Ермолаев (Москва) | 9.30,2 9.32,0 |
| Прыжок в высоту               | Эдмунд Рохлин (Ленинград)                                     | 1,90      | С. Афанасьев (Ленинград)      | 1,90      | Г. Атанелов (Тбилиси)                           | 1,85          |
| Прыжок с шестом               | Николай Озолин (Москва)                                       | 4,20      | Гавриил Раевский (Харьков)    | 4,10      | Владимир Дьячков (Москва)                       | 4,00          |
| Прыжок в длину                | Н. Гурьянов (Москва)                                          | 7,43      | С. Кузнецов (Москва)          | 7,38      | П. Попов (Харьков)                              | 7,24          |
| Тройной прыжок                | В. Бровко (Москва)                                            | 14,75     | Б. Замбримборц (Москва)       | 14,50     | П. Иванов (Ленинград)                           | 14,32         |
| Толкание ядра                 | Александр Канаки (Киев)                                       | 15,17     | Леонид Митропольский (Москва) | 14,70     | П. Нижегородов (Ленинград)                      | 14,12         |
| Метание диска                 | Леонид Митропольский (Москва)                                 | 47,80     | Александр Канаки (Киев)       | 45,93     | Виктор Алексеев (Ленинград)                     | 45,25         |
| Метание копья                 | Виктор Алексеев (Ленинград)                                   | 62,45     | А. Винк (Ленинград)           | 59,88     | И. Кичигин (Свердловск)                         | 59,00         |
| Метание молота                | А. Шехтель (Ленинград)                                        | 50,79     | Григорий Артамонов (Харьков)  | 48,55     | Н. Денисенко (Харьков)                          | 48,42         |
| Десятиборье                   | Александр Дёмин (Москва)                                      | 6920      | Иван Степанчонок (Москва)     | 6886      | М. Кузнецов (Москва)                            | 6392          |

### Женщины
| Вид                     | 1 место                                                          | Результат | 2 место                     | Результат | 3 место                     | Результат |
| ----------------------- | ---------------------------------------------------------------- | --------- | --------------------------- | --------- | --------------------------- | --------- |
| Бег на 100 м            | Валентина Косарева (Москва)                                      | 12,2      | Валентина Фокина (Горький)  | 12,5      | Евгения Сеченова (Москва)   | 12,5      |
| Бег на 200 м            | Евгения Сеченова (Москва)                                        | 25,4      | Валентина Косарева (Москва) | 25,9      | К. Емельянова (Свердловск)  | 26,2      |
| Бег 400 м               | Валентина Фокина (Горький)                                       | 58,9      | А. Помогаева (Москва)       | 59,2      | В. Радзиковская (Тула)      | 59,6      |
| Бег 800 м               | К. Шило (Харьков)                                                | 2.16,9    | А. Помогаева (Москва)       | 2.17,8    | В. Андреева (Москва)        | 2.19,4    |
| Бег 1500 м              | О. Овсянникова (Москва)                                          | 4.46,0    | Евгения Егорова (Москва)    | 4.49,2    | В. Кайшева (Москва)         | 4,52,0    |
| Эстафета 4х100 м        | «Динамо» (А. Червецова, К. Емельянова, Е. Сеченова, В. Косарева) | 50,2      | «Спартак»                   | 51,1      |                             |           |
| Бег на 80 м с барьерами | Валентина Фокина (Горький)                                       | 11,9      | М. Рогожина (Москва)        | 11,9      | З. Шулякова (Харьков)       | 12,5      |
| Прыжок в высоту         | Галина Ганекер (Баку)                                            | 1,55      | Л. Куликова (Ленинград)     | 1,50      | Елена Карпович (Москва)     | 1,50      |
| Прыжок в длину          | Елена Карпович (Москва)                                          | 5,60      | О. Эргард (Ленинград)       | 5,54      | Элла Мицис (Москва)         | 5,49      |
| Толкание ядра           | Татьяна Севрюкова (Тбилиси)                                      | 12,98     | Анна Андреева (Москва)      | 12,44     | Р. Близнецова (Ставрополь)  | 12,05     |
| Метание диска           | Нина Думбадзе (Тбилиси)                                          | 46,83     | З. Синицкая (Харьков)       | 41,91     | Галина Турова (Ленинград)   | 41,32     |
| Метание копья           | К. Лаптева (Москва)                                              | 45,88     | Элла Мицис (Москва)         | 42,47     | Е. Озерова (Ростов-на-Дону) | 42,43     |
| Пятиборье               | Элла Мицис (Москва)                                              | 3887      | З. Синицкая (Харьков)       | 3710      | К. Емельянова (Свердловск)  | 3434      |

## Командное первенство
1. «Динамо»;
2. Медик;
3. РККА;